# Государственный переворот в Афганистане (1973)
Государственный переворот 1973 года в Афганистане осуществил Мухаммед Дауд, свергнувший своего двоюродного брата Захир-шаха и упразднивший монархию.
В ночь с 16 на 17 июля в Афганистане произошёл антимонархический переворот. Его возглавил двоюродный брат и зять короля Мухаммед Дауд, получивший в западной прессе ещё до описываемых событий прозвище «красного принца».
В Кабуле, войска во главе с Дауд Ханом и начальником автобронетанкового управления генералом Абдул Карим Мустагни свергли монархию. В перевороте активную поддержку Дауд Хану оказали левые офицеры и государственные служащие из фракции «Парчам», в том числе полковник ВВС Абдул Кадир Дагарваль. Король Захир Шах решил не принимать ответных мер и 24 августа официально отрёкся от престола. Афганистан провозглашён республикой.

## Предпосылки
Король Захир Шах занял престол в ноябре 1933 года, а его двоюродный брат Дауд Хан занимал пост премьер-министра с 1953 по 1963 год. Дауд Хан имел напряжённые отношения с королём, что было связано с его авторитарным стилем руководства, вызывающим раздражение монарха и его двора. После того, как Дауд Хан был освобождён с должности премьер-министра в 1963 году, по новой конституции, принятой в следующем году - членам королевской семьи было запрещено занимать политические должности.
Ударной силой заговорщиков явилась армия, а точнее та её часть, которую составляли представители леворадикальной оппозиции и патриотически и националистически настроенные офицеры — сторонники М. Дауда. Он приобрёл многих своих приверженцев в армии в 1953—1963 годах, когда был премьер-министром и министром национальной обороны. В организационное ядро его сторонников, сформировавшееся к середине 60-х годов на почве отрицания монархии, вошли начальник автобронетанкового управления Главного штаба афганской армии генерал Абдул Карим Мостагни, бывший начальник штаба 15 танковой бригады полковник Гулям Хайдар Расули (перед переворотом находился в отставке), полковник Гулям Сарвар, преподаватель тактики на офицерских курсах «А» майор Мухаммад Сарвар Нуристани и некоторые другие офицеры сухопутных войск и ВВС.
Однако группа военных-сторонников М. Дауда (в основном старших офицеров), хотя и обладала обширными связями в «верхах», фактически не имела в своих руках войск, чтобы подобрать «валявшуюся» у их ног государственную власть. Батальоны и роты, прежде всего в столице и её окрестностях, находились в руках молодых, прогрессивно настроенных, левых офицеров. Но и они в одиночку ничего не значили, так как не имели в своих рядах признанного в общенациональном масштабе лидера, который был бы способен не только взять на себя руководство антимонархическим выступлением, но и своим авторитетом нейтрализовать после захвата власти сильные в стране и армии консервативные круги. Роль общенационального лидера не могла в то время выполнить и Народно-демократическая партия Афганистана в результате своей организационной разобщённости и малочисленности.
Таким лидером на этом этапе политической борьбы в Афганистане, несомненно, являлся Мухаммад Дауд — опытный, энергичный и дальновидный политик, признанный авторитет в отстаивании национальных прав зарубежных пуштунов, снискавший в 50 — начале 60-х годов широкое признание среди афганской общественности как автор и последовательный проводник независимого внешнеполитического курса, как зачинатель и руководитель политики «руководимой экономики», заметно продвинувшей страну по пути национального капитализма. С учётом указанных политических реалий левые сделали ставку в вопросе свержения монархии на М. Дауда, а последний — на радикально настроенное, левое офицерство в армии.
Первые тайные контакты между группировкой М. Дауда и молодой военной оппозицией состоялись, видимо, в начале 70-х годов. После достигнутого согласия были разработаны в условиях глубокой конспирации несколько вариантов переворота, намечавшегося первоначально в 1972 г., а затем зимой 1973 года. Однако все они по разным причинам не были реализованы. Только весной 1973 года была предпринята первая попытка переворота. В соответствии с его планом мятежные танки вышли из гарнизона Пули-Чархи и почти достигли окраины столицы, но были неожиданно остановлены и возвращены обратно по распоряжению А. К. Мостагни, усомнившегося в последний момент в успехе предпринятой акции. Тем не менее этот выход танков за пределы гарнизона и их передвижение в сторону столицы вызвали подозрение властей. Началось официальное расследование, в ходе которого были выявлены некоторые нити заговора и причастные к нему офицеры. Вскоре министерство национальной обороны дало согласие на их арест и привлечение к суду за государственную измену. Однако окончательное решение этого вопроса было задержано до возвращения короля из Англии и Италии, куда он 25 июня вылетел на лечение и отдых. Кстати, вместе с ним в Англию вылетел и генерал Абдул Вали, командовавший в то время Центральным корпусом. Но 5 июля он спешно возвратился домой, что было связано с обнаружившейся угрозой устоям монархии. Прибыв в Кабул, он стал активно раскручивать маховик следствия.
Над участниками антимонархической военной оппозиции нависла реальная угроза провала и физического уничтожения. Данное обстоятельство заставило их ускорить осуществление задуманной операции, хотя они и отчётливо понимали, что идут на большой риск. Дело в том, что монархия в это время всё ещё располагала значительными средствами для защиты существовавших порядков. Как стало известно заговорщикам, наиболее влиятельные представители дворцовой аристократии в вооружённых силах, в частности генерал Абдул Вали, чувствуя приближение «взрыва» в армии, готовились, в свою очередь, с помощью верных им армейских и жандармских формирований совершить превентивный верхушечный переворот (что, кстати, подтвердил при аресте отец генерала Абдул Вали — маршал Шах Вали), установить в стране режим военной диктатуры, физически расправиться с гражданской и военной оппозицией и таким образом спасти монархический строй. Как представляется, при существовавшем тогда раскладе сил в армии между противоборствующими сторонами успех данного замысла мог быть вполне очевидным, если бы двор нанёс упреждающий удар. Однако антимонархически настроенные офицеры, опередив защитников монархии на несколько дней в выступлении, захватили инициативу в свои руки и обеспечили этим во многом свой перевес и победу.

## Переворот
Государственный переворот, возглавленный М. Даудом, начался с блокирования и захвата королевского дворца и взятия под стражу членов династии, включая наследного принца Ахмад Шаха и маршала Шах Вали. Одновременно с этим были перерезаны все каналы связи, соединявшие членов правительства и высшее военное командование с воинскими частями, полицией и жандармерией (решающую роль в выполнении этой задачи сыграли военные специалисты вместе с членом НДПА капитаном Алим Джаном), и арестованы влиятельные гражданские и военные деятели (в их числе весь кабинет министров во главе с премьером Мусой Шафиком, некоторые руководители «группы АНБ», включая Г. С. Нашера, начальник штаба Центрального корпуса, министр обороны, начальник Главного штаба афганской армии, командующий жандармерией, командующий ВВС и ПВО, командиры 4 и 15 танковых бригад и др. Чуть позже был взят под стражу генерал Абдул Вали). 
Были заняты правительственные учреждения и важные государственные объекты (почта, телеграф, телефон, банк, аэродром) и перекрыты все дороги, ведущие в столицу, блокированы части и штаб Центрального корпуса, которые могли быть потенциально использованы промонархически настроенными офицерами для защиты прежнего режима. Во всех этих операциях самое активное участие приняли танковый взвод роты охраны в королевском дворце под командованием лейтенанта Хабибуллы (именно он в половине первого часа ночи 17 июля первым вывел свои танки из дворца и блокировал подступы к нему, а также оказал поддержку батальону «коммандос», дислоцированному поблизости, в крепости Балахисар), офицеры и унтер-офицеры 4 и 15 танковых бригад, ВВС и ПВО, батальона «коммандос» (его выступление возглавил капитан Файз Мухаммад), полка связи, танкового батальона 7 пехотной дивизии в Ришхоре (пригород Кабула). Многие из офицеров-активных участников переворота (например, А. Кадыр, С.М. Гулябзой, Ш.Д. Маздурьяр, Файз Мухаммед, А.Х. Мохтат, М. Зия, П.Г. Вафадар) являлись членами и сторонниками НДПА, «группы Максуди» и других подпольных радикальных организаций в армии. По некоторым данным, в осуществлении государственного переворота приняли участие в общей сложности до тысячи офицеров, унтер-офицеров и подчинённых им солдат.
Утром 17 июля, после того, как успех переворота стал очевидным, по кабульскому радио выступил М. Дауд и объявил о ликвидации в стране монархического режима и провозглашении Республики Афганистан. Объясняя причины, побудившие армию к выступлению, он отметил, что в течение десяти лет, предшествовавших перевороту, экономическая, социальная и политическая сферы и система управления страной оказались в состоянии полного развала и что «давние и заветные чаяния народа были подменены лжедемократией, основанной с самого начала на личных и классовых интересах, обмане и кознях, лжи и лицемерии», в результате чего «демократия превратилась в анархию, а конституционная монархия — в деспотический режим». Поскольку, заявил он далее, «режим и государственный аппарат настолько разложились, что уже не поддавались какому-либо реформированию, … все патриоты, особенно патриотическая армия Афганистана, приняли решение положить конец этому прогнившему строю и вывести страну из бездны несчастий». Среди неотложных задач новой власти М. Дауд назвал «обеспечение безопасности и сохранение национального суверенитета Афганистана» и осуществление «коренных преобразований». Говоря о внешней политике, он сказал, что она будет строиться на принципах нейтралитета и неприсоединения, приверженности международному миру и традиционной дружбе со всеми народами планеты. При этом он подчеркнул, что у Афганистана не существует каких-либо нерешённых вопросов со странами мира, кроме пуштунской проблемы, которая составляет по его словам, «единственное политическое разногласие» в афганско-пакистанских отношениях.
Указанное выступление М. Дауда оказало деморализующее воздействие на приверженцев монархии. Почувствовав перевес чаши весов в пользу новой власти, на её сторону стали переходить и офицеры-«нейтралы». К исходу дня в поддержку переворота высказались практически все отдалённые гарнизоны страны. Правда, здесь как и в столице, не обошлось без арестов и изоляции наиболее рьяных монархистов. В ходе осуществления переворота сторонники династии неоднократно пытались остановить выступление мятежного офицерства или даже поднять находившиеся под их командованием части для подавления восставших. Такие безуспешные попытки предпринимали, например, командир батальона «коммандос» майор Сафи, начальник штаба королевской гвардии, командир 8 пехотной дивизии, командир Центрального корпуса генерал Абдул Вали и др. Вооружённое сопротивление восставшим оказали в основном полицейские, охранявшие банк, телеграф, тюрьму Димазанг и некоторые другие объекты.
В целом тщательно подготовленный и умело осуществлённый переворот прошёл почти бескровно. По официальным данным, в ходе акции погибли восемь человек, из них четверо полицейских и четверо военнослужащих. Среди них трое, по словам М. Дауда, сказанным им на пресс-конференции 24 июля, стали жертвой неосторожного обращения с оружием и один офицер-танкист из 15 танковой бригады погиб при падении танка с высокой набережной в реку Кабул (видимо, по неопытности механика-водителя). В эти цифры по какой-то причине не попал начальник штаба королевской гвардии, застреленный восставшими, когда он, угрожая пистолетом, пытался «образумить» их и помешать перевороту. Возможно, были и другие жертвы. И тем не менее вряд ли есть основания оспаривать утверждение М. Дауда относительно того, что переворот был осуществлён малой кровью.
О поддержке нового, республиканского режима заявили высший религиозный орган — Совет улемов, ряд видных племенных и духовных авторитетов, широкие круги интеллигенции, известные общественные и политические деятели страны, Учёный совет Кабульского университета. Все это, вместе с лёгкостью, с которой был осуществлён переворот, свидетельствовало о том, что династия окончательно утратила в общественном сознании ореол былой святости и национальной ценности. В стране не нашлось какой-либо общественной силы, которая поспешила бы на спасение падающей короны. Лишь отдельные служители культа, некоторые представители высшей бюрократии и торговцы выразили робкое недовольство по поводу происшедшего, пытались скомпрометировать новые власти путём распространения провокационных слухов и саботировать исполнение их распоряжений.
По сообщению информационного агентства «Pakistan Press International», некоторые религиозные лидеры призвали людей взяться за оружие в поддержку короля.
В день переворота состоялись экстренные заседания ЦК обеих фракций НДПА. В своих заявлениях, изданных в виде листовок, они приветствовали ликвидацию монархии и призвали своих членов быть готовыми «защитить республику от реакционных сил и интриг империализма». Оценивая провозглашение республики в стране как положительный акт, ЦК Хальк подчеркнул, что «для свержения монархии благоприятную почву подготовили Народно-демократическая партия Афганистана и другие демократические силы и элементы». ЦК «Парчам», кроме того, разрешил её членам занимать различные посты в новом государственном аппарате, чтобы таким образом содействовать практической реализации прогрессивного курса республиканского режима.

## Упрочение республиканского режима М. Дауда
В течение первых дней после переворота был создан высший руководящий орган страны — Центральный комитет Республики Афганистан (ЦКРА). Его состав в Афганистане никогда не публиковался. Предположительно, он включал в себя от 15 до 35 человек. Первоначально в него вошли 11 лиц — М. Дауд, Хасан Шарк (в 1953—1963 гг. он был личным врачом и начальником канцелярии М. Дауда), полковник в отставке Г. Х. Расули, Сеид Абдулилла, капитан Абдул Хамид Мохтат, капитан Пача Гуль Вафадар, майор Мухаммад Сарвар Нуристани, капитан Файз Мухаммад, капитан Зия Мухаммадзай Зия, Мауладад, капитан полиции Абдул Кадир Нуристани. Факт преобладания в ЦКРА кадровых военных отразил, несомненно, характер происшедшего в стране государственного переворота. Данный орган, однако, был социально и политически неоднороден и распадался, по крайней мере, на три слоя: шесть представителей прогрессивных, демократических кругов (Х. Шарк, сторонники и члены «Парчам» Файз Мухаммад, Мауладад и М. Зия, член «группы Максуди» А.Х. Мохтат и сторонник Хальк П.Г. Вафадар), буржуазно-реформистский центр в составе трёх человек (М. Дауд, М. Сарвар Нуристани и А. Кадир Нуристани) и консервативно-националистическое крыло (Г.Х. Расули, и С. Абдулилла). Центральный комитет РА, будучи коллегиальным органом, решения по обсуждаемым вопросам принимал большинством голосов. Однако при этом с самого начала решающее слово в нём принадлежало М. Дауду. В окружении М. Дауда была ещё одна весьма влиятельная фигура — его брат Мухаммад Наим. Хотя он не занимал никаких официальных постов и не входил в ЦКРА, тем не менее играл большую роль в государственных делах и фактически выполнял функции министра иностранных дел.
18 июля Центральный комитет РА провёл первое заседание и единогласно избрал М. Дауда («основателя республики») главой государства и премьер-министром. Ему также было поручено исполнять обязанности министра национальной обороны и министра иностранных дел. До сформирования нового кабинета функции министров возлагались на их прежних заместителей. На всей территории страны вводилось чрезвычайное положение, которое сохранялось до принятия конституции в феврале 1977 года. Из тюрем были выпущены политические заключённые, в их числе и Г. Д. Панджшери, С. М. Зерай и др. В этот же день в МИД Афганистана были приглашены все послы иностранных государств, аккредитованные в Кабуле. Им было предложено уведомить свои правительства о происшедших в стране переменах и предпринять соответствующие шаги к дипломатическому признанию Республики Афганистан. Утром 19 июля одним из первых её признал Советский Союз, о чем посол СССР в Афганистане А.М. Пузанов официально сообщил М. Дауду. За короткое время Республика Афганистан была признана многими странами Востока и Запада. 26 июля М. Дауд, как глава государства, подписал первые три указа, касавшиеся некоторых аспектов законодательной, исполнительной и судебной деятельности нового режима. Так, указом № 1 были аннулированы все положения конституции 1964 года, которые противоречили основам республиканского строя. Объявлялись недействительными положения, касающиеся парламента, а сам он распускался. Было приостановлено издание частной прессы. Согласно данному Указу, М. Дауд взял на себя все полномочия, которые ранее по Конституции Афганистана принадлежали королю и парламенту. Указ № 2 предписывал всем военнослужащим афганской армии и всем государственным служащим принять в местах своей службы и работы присягу на верность республике путём подписи под её текстом. По сведениям из официальных источников, присяга во всех штабах, частях и подразделениях афганской армии и в гражданских учреждениях была принята в течение трёх дней после издания Указа.
Указ № 3 касался вопросов судопроизводства и судебной системы. В соответствии с этим Указом, объявлялись недействительными все положения конституции 1964 года, регламентировавшие структуру и деятельность судебной власти, полномочия короля в данной области передавались главе республики, а функции упразднённого Верховного суда — общей юридической комиссии министерства юстиции, члены которой назначались премьер-министром, все судьи страны назначались министром юстиции и утверждались главой государства. Указ № 3 аннулировал самостоятельность и независимость судебной власти. Что касается прежнего законодательства, то оно сохранялось лишь в той части, которая не противоречила духу и содержанию указов и законов республики.
Изданием отмеченных выше указов М. Дауд фактически сосредоточил в своих руках все основные функции законодательной, исполнительной и судебной властей.
Новый режим, отмечая заслуги армии в осуществлении переворота и стремясь обеспечить себе и в дальнейшем поддержку социально и политически неоднородных армейских кругов, предоставил офицерам и унтер-офицерам ряд существенных привилегий. По решению ЦК республики, наиболее активным офицерам-участникам июльских событий, за исключением генералов, было присвоено воинское звание на две ступени выше, всем офицерам, кроме генералов была сокращена на один год выслуга в очередном звании, всем унтер-офицерам присваивалось звание младшего лейтенанта. Многие молодые офицеры были назначены на ответственные посты в центральном армейском аппарате и в войсках.
Одновременно была проведена чистка высшего командования. В конце августа в отставку и запас была отправлена большая группа генералов и старших офицеров. Однако чистка коснулась лишь наиболее одиозных фигур, таких, как генерал-майор Абдул Вали, бывший министр национальной обороны генерал армии Хан Мухаммад, бывший начальник Главного штаба афганской армии генерал-полковник Гулям Фарук и некоторые другие. Большинство же генералов и старших офицеров, придерживавшихся консервативных взглядов и тесно связанных с помещичье-буржуазно-клерикальными кругами, остались либо на своих прежних постах, либо получили перемещение по службе. Среди них были командующий ВВС и ПВО генерал-полковник Мухаммад Муса, начальник зенитной артиллерии генерал-майор Мухаммад Асеф, командир 11 пехотной дивизии генерал-майор Мухаммад Юнус и др. Было совершенно очевидным, что, сохраняя прежнюю военную элиту и заигрывая с молодым офицерством, М. Дауд рассчитывал таким путём расширить и укрепить свою социальную опору в армейских кругах.
Через несколько дней после переворота М. Дауд снял такую щекотливую для себя проблему, как содержание под стражей членов монархического правительства и королевской семьи. По его указанию из-под ареста было освобождено большинство прежних министров, а наследный принц Ахмад Шах, королева Хомайра, маршал Шах Вали и ряд других членов королевской семьи отправлены самолётом в Италию, где находился бывший монарх.
1 августа было сформировано первое республиканское правительство. Его структура осталась без изменений. М. Дауд, создавая свой кабинет, в котором он оставлял за собой посты министра национальной обороны и министра иностранных дел, отчётливо обнаружил стремление сделать правительство определённым противовесом радикальному ЦКРА и не связывать себя далее полной зависимостью от тех, кто помог ему прийти к власти. Для этого он заметно ограничил представительство прогрессивного, демократического крыла в органе исполнительной власти. Из 12 министров только пять принадлежали к указанному крылу — министр внутренних дел Файз Мухаммад, министр связи А.Х. Мохтат, министр по делам границ П.Г. Вафадар, министр сельского хозяйства Гулям Джелани Бахтари (родственник Б.Кармаля) и министр просвещения Нематулла Маруф Пажвак. В числе членов кабинета были и четверо военных-активных участников переворота (Файз Мухаммад, А.Х. Мохтат, П.Г. Вафадар и старший капитан Гаусуддин Файек, министр общественных работ).
Параллельно с формированием верховных институтов власти проводились чистка и обновление госаппарата, а также разработка программных документов нового режима. При этом М. Дауд, демонстрируя намерения опираться на прогрессивные силы, вскоре после переворота обратился к Б.Кармалю с просьбой помочь в подборе кандидатов на соответствующие государственные посты и в разработке программного заявления республиканского правительства.
Парчамистское руководство не упустило представившуюся благоприятную возможность и предложило на государственные посты значительное число своих членов и сторонников. Кроме трёх человек в ЦКРА и трёх в правительстве, они заняли шесть постов губернаторов провинций (из 26) и 64 поста уездных начальников (из 120). По западным данным, только в первые дни после переворота М. Дауд направил в провинциальную и уездную администрации около 160 молодых людей, преимущественно горожан, принадлежавших к крылу «Парчам». Всего же их в государственном аппарате насчитывалось не менее 400 человек. Некоторые посты в центральных и местных органах власти получили представители других политических группировок и организаций, в частности Сетаме мелли, Садайи авам, Афган меллят, Шоалеи джавид.
М. Дауд, поддерживая скрытые связи с парчамистским руководством и фактически легализовав деятельность этой фракции, одновременно воздерживался под любыми предлогами от каких-либо контактов с Хальк и её лидером (Н.М. Тараки неоднократно добивался встречи с М. Даудом и предлагал ему сотрудничество своей фракции). М. Дауд объяснял это якобы стремлением не давать повода внешней и внутренней оппозиции оценивать события в Афганистане как «прокоммунистический переворот». В действительности же дело, видимо, обстояло больше в другом: М. Дауд питал личную неприязнь к Н.М. Тараки ещё с 1953 года, когда последний, будучи пресс-атташе афганского посольства в Вашингтоне, на одной из пресс-конференций осмелился критиковать, оспаривая его право как члена королевской семьи занимать пост премьер-министра. Самолюбивый М. Дауд не прощал выпады против своей личности. Кроме того, он всегда считал позиции халькистов экстремистскими, оторванными от реальной афганской действительности. По словам самого М. Дауда, халькисты не знали своей страны и в лучшем случае представляли её лишь по стандартам столицы.
Укрепление позиций республиканского режима в центре и на местах не оставило для короля М. Захир-шаха никаких шансов на возвращение в страну в прежнем качестве. 12 августа он обратился с письмом к «Его превосходительству сардару Дауд-хану, президенту Республики Афганистан» и отрёкся от престола, заявив, что подчиняется воле народа, единодушно принявшего республиканскую форму правления. Этот шаг экс-короля имел определённое политико-пропагандистское значение для новой власти, так как, с одной стороны, легитимировал результаты государственного переворота, а с другой — обезоруживал консервативные силы, не оставлявшие мечты о восстановлении монарха на троне. За М. Захир-шахом было сохранено афганское гражданство.
23 августа, в день 54-й годовщины независимости страны, М. Дауд выступил по кабульскому радио с «Обращением к афганскому народу». Это было программное заявление нового, республиканского режима, отразившее в своей основе позиции и взгляды сложившейся к тому времени в центральных органах власти трёхсторонней коалиции. В структуре «Обращения», содержании, оценках, стиле и языке чётко прослеживается «рука» левого окружения М. Дауда. В начале выступления он дал краткий экскурс в историю борьбы афганского народа за свободу и независимость против колонизаторов, отметив при этом выдающуюся роль в этой борьбе эмира Амануллы и Надир-шаха, всех патриотов страны.
Поставив вопрос о том, почему он и его коллеги (в тексте — «товарищи») «принесли свои семейные и классовые интересы в жертву национальным интересам обездоленных классов страны», М. Дауд ответил, что «несправедливая и антинациональная политика, которую монархический режим проводил в течение последнего десятилетия, и открытое противодействие ей со стороны всех классов афганского общества, особенно интеллигенции, а также наблюдения за быстрыми изменениями, происходившими в регионе и мире в пользу свободы и прогресса и в ущерб деспотизму, реакции и колониализму, — все это не позволяло молчать совести любого из афганских патриотов». Как заявил далее М. Дауд, при монархии «истинные права и свободы попирались изо дня в день и практически были ликвидированы. В стране царили законы джунглей, насилие и произвол».
Характеризуя суть прежнего режима и плоды его правления, М. Дауд указал, что он (этот режим) «действовал вопреки интересам обездоленных классов, подлинной демократии и прогресса страны», что «административный аппарат полностью разложился и изжил себя», а «уделом общества стали нищета, безработица, болезни и неграмотность», что «абсолютная беспечность и бестолковщина в вопросах экономики … привели страну на грань катастрофы и вызвали застой в области промышленного развития и социально-экономического прогресса». По словам М. Дауда, «в течение последних десяти лет внутренняя политика государства основывалась на политическом лицемерии и мошенничестве, обмане и демагогии», а «условиями существования монархического режима считались разного рода угрозы, провоцирование актов насилия, дискриминация и фаворитизм по отношению к различным группам населения, политика раскола и интриг среди племён». Такую же красноречивую оценку он дал и внешней политике свергнутого режима, заявив, что «её отличительными чертами являлись обман и уловки, соглашательство и угодничество». Разоблачительная характеристика последней афганской династии ценна, несомненно, тем, что она дана устами не постороннего, а человека, который был связан с нею близкими родственными узами и длительное время непосредственно формировал её внутреннюю и внешнюю политику.
Глава государства, говоря о накопившихся в стране «сотнях национальных проблем», заметил, что они не могут быть решены одним махом и что «поспешность и стремление использовать возможные и невозможные средства для экстренного преодоления вековой отсталости и немедленного реформирования всех сфер жизни есть ребячество и пустая затея». «Исходя из этого, — заключил он — надо, реформируя общество и обеспечивая лучшие условия для жизни народа двигаться вперёд на основе здравого смысла, выдержки, точного учёта и максимального использования всех возможностей. Надо шаг за шагом расширять сферу практической деятельности и идти от одного этапа к другому».
В программном заявлении республиканского правительства содержались многочисленные обещания и установки по выходу из общенационального социально-экономического и политического кризиса. В области политических реформ предусматривались: разработка и введение новой конституции республики; выборы «государственного собрания» и разделение властей на основе равенства прав и при законном участии народа Афганистана; обеспечение защиты территориальной целостности, независимости и национального суверенитета страны; «укрепление сил обороны с учётом баланса сил в регионе», проведение чистки и реорганизации государственного аппарата; расширение демократических прав и свобод граждан; принятие мер к «созданию подлинного морального и материального союза между народностями Афганистана на основе равенства, братства, дружбы и искоренения всех форм дискриминации». Обещая стране «подлинную демократию», М. Дауд, однако, обошёл молчанием такие фундаментальные права граждан, как свобода слова и собраний, право на независимую прессу и создание политических партий и организаций, образование выборных органов власти на местах, создание профсоюзов.
С целью преодоления отсталости страны ставилась задача осуществить коренные преобразования в национальной экономике «на основе планирования и современной науки и технологии». При этом намечалось уделить большое внимание развитию в рамках госсектора тех отраслей тяжёлой промышленности, «которые обеспечат быстрый рост экономики и укрепление национальной независимости страны», а именно: горнодобывающей, металлообрабатывающей, машиностроительной, энергетической и химической промышленности, а также сооружение металлургического завода на базе месторождения железной руды в Хаджигаке. Республиканский режим, заявил М. Дауд, «будет поощрять, защищать, направлять и контролировать частные капиталовложения и частное предпринимательство в сфере мелкой и средней промышленности и кустарном производстве и обеспечит необходимое сотрудничество между частным и государственным капиталом в интересах сбалансированного развития национальной экономики». Республиканское правительство, сказал он, «считает своей первейшей обязанностью ограждать национальную промышленность, кустарное производство и ремесла от конкуренции с иностранными товарами и капиталом». Что касается внешнеторговой и денежно-финансовой сфер страны, то было обещано: регулирование внешней торговли на основе учёта национальных интересов, установление строгого контроля за обменом валюты, недопущение непомерного ссудного процента на чёрном рынке и поощрение и гарантия вкладов и сбережений в банках, а также проведение реформы налоговой системы на основе отдачи предпочтения прямым, а не косвенным налогам.